# 肚皮舞

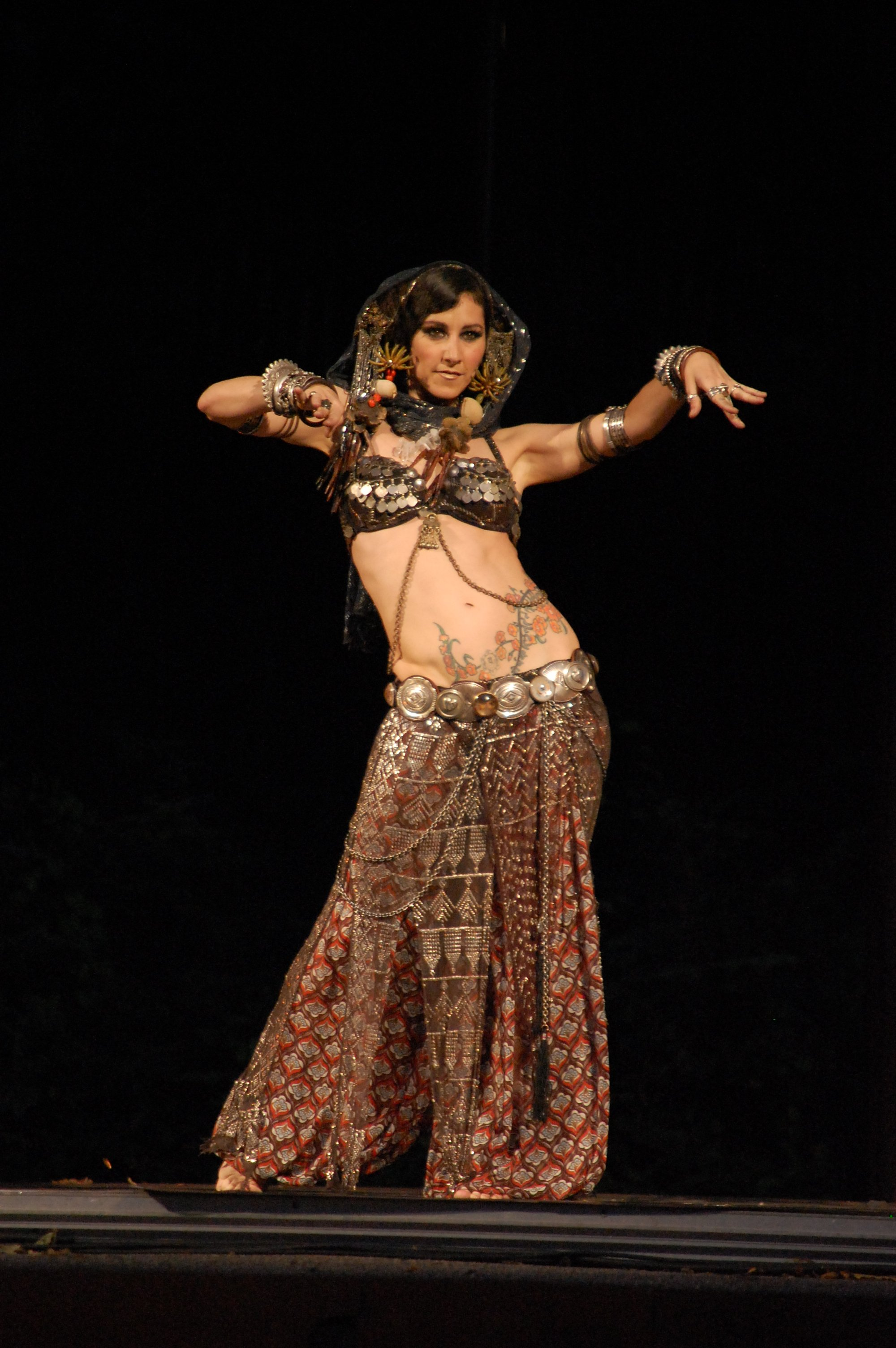
舞者雷切尔·布莱斯（Rachel Brice）跳着美国部落风格的肚皮舞（American Tribal Style Belly Dance、2012年拍摄）

肚皮舞（阿拉伯语：或），是一种带有阿拉伯风情的舞蹈形式，起源于中东地区，并在印度和巴基斯坦、土耳其、伊朗等其他受阿拉伯文化影响的地区取得长足发展，19世纪末传入欧美地区，至今已遍布世界各地，成为一种较为知名的国际性舞蹈。
肚皮舞是较为女性的舞蹈，其特色是舞者随着变化万千的快速节奏摆动臀部和腹部，舞姿优美，变化多端。近些年，肚皮舞也作为一种深受女士喜爱的减肥方式在世界各地广为流行。
“肚皮舞”一般是美国和东亚一些国家的叫法，欧洲一般称其为“东方舞”，其较为常用的阿拉伯语名称即为“东方舞”之意，另一种阿拉伯语名称意为“民族舞”。关于阿拉伯语名称的起源，各种说法不一，尚未有统一的解释。
在起源地的埃及或阿拉伯地區，女性裸露不符合伊斯蘭教規，因此此舞蹈原本都是由奴隸表演，以取悅男性，並且不被視為高雅的藝術型式。在現代作為一種社交舞，則是穿著一般服裝跳，並可能男女分開在不同地方跳。

## 概述

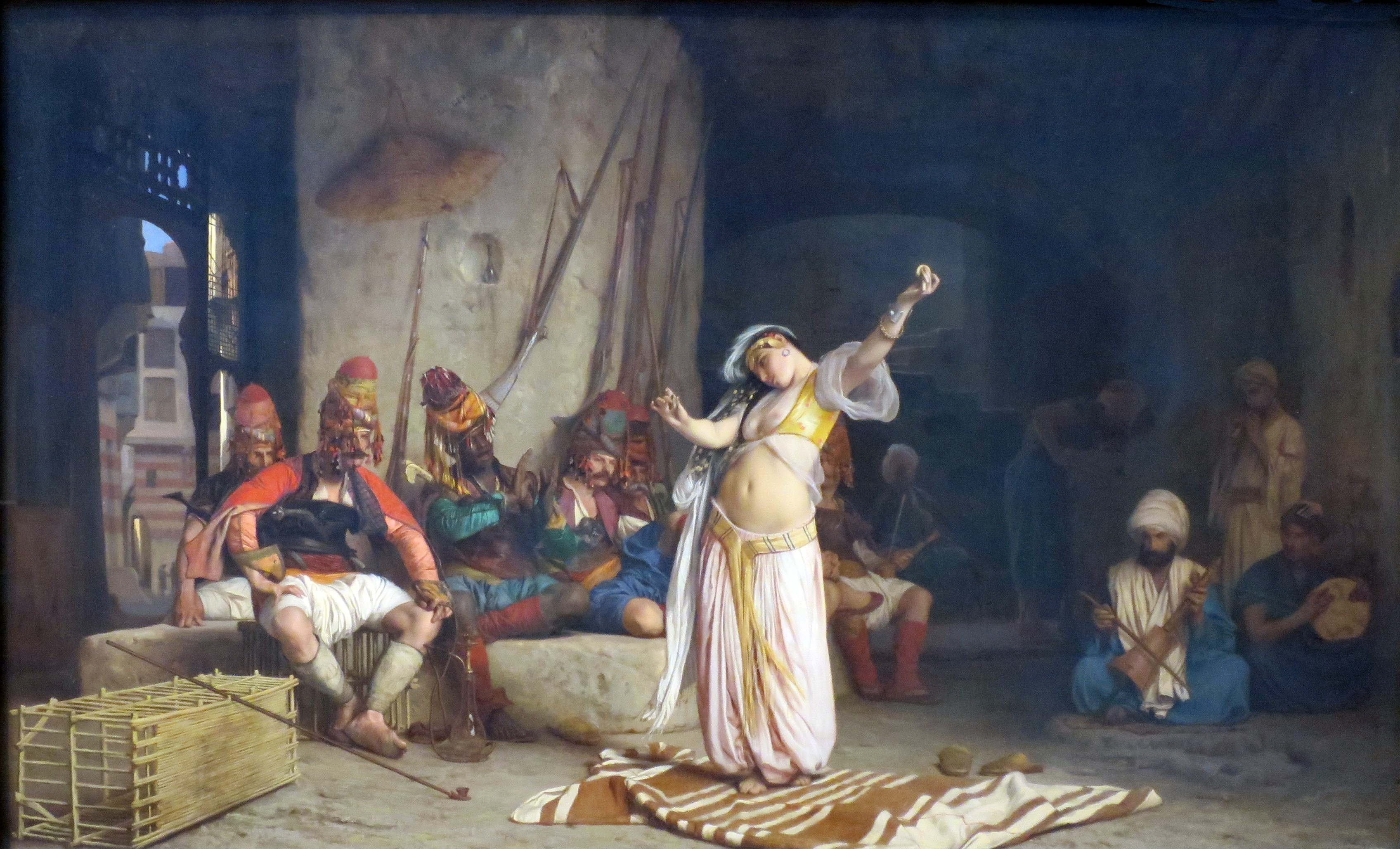
讓-里奧·傑洛姆作。

关于肚皮舞的起源，长久以来一直是舞蹈爱好者争论的话题，许多人为此做出过很多深入研究，但目前仍未有统一的结论，存在许多观点，较为常见的有：
- 起源于古埃及[1]
- 起源于女祭司表演的宗教舞蹈
- 起源于中东地区庆祝及欢楽的一种传统舞蹈
- 起源于罗姆人
- 起源于自然的情感宣洩
- 起源于酒館的娛樂或妓院的性服務
- 起源于一夫多妻制下的獻媚或爭寵（不論是皇家後宮或庶民百姓）

在这些观点中，第一个是最少被提及的，主要是埃及著名舞蹈家Mo Geddawi和埃及其他一些文藝界人士极力支持这种观点。这种说法的主要证据是现代肚皮舞的动作和埃及的许多艺术品中描绘的人体姿势非常相似。
起源于宗教舞蹈，是最著名的一种观点，这种观点经常在一些主流文章中被作为确实的理论直接引用。20世纪60年代，美国著名歌手、舞蹈家雅米拉（Jamila Salimpour）是这种观点的主要支持者，在《地球之舞》等一些作品中，这种观点也被广为人知。
起源于庆生，也是众多观点之一。这种观点的主要支持者是东方舞史学家摩洛可（Morocco, Carolina Varga Dinicu），她提出这种舞蹈的锻炼可以帮助孕妇减轻生产时的痛苦，这种观点在作品雖然也得到了相应的论证，但是其它的舞蹈或运動也有幇助於生产，所以這種“起源论”显然缺乏足够的证据。
也有观点指出罗姆人是肚皮舞的创作者。一般有两种说法，一种为罗姆人发明了这种舞蹈，并将其散布开来，另有一种观点，以流浪民族著称的罗姆人在流浪过程中发现了这种舞蹈，于是将其传播开来。在西方，肚皮舞的发展在很大程度上受到罗姆舞蹈的影响，并融合了很多罗姆舞蹈的元素，这更使这种理论在西方广为流行，但是由于很多人对罗姆人存在偏见，因此并没有明确的说法指出肚皮舞究竟起源于哪个国家。
无论以上何种观点，肚皮舞确实已经在中东有着悠久的历史。尽管古代伊斯兰文化中对人物描绘有一定限制，但在伊斯兰世界，仍有很多关于舞者的内容流传下来。例如《公元650年至1250年伊斯兰的艺术与建筑》（The Art and Architecture of Islam 650-1250）一书中曾对伊斯兰世界的舞者做了详尽的描述，并记录了多幅绘制在宫廷墙壁上的舞者图片和12世纪至13世纪波斯帝国关于肚皮舞的许多袖珍画。
在中东以外地区，肚皮舞也曾经广为流传，18世纪至19世纪欧洲的浪漫主义运动中，肚皮舞被很多东方学者用来描述土耳其帝国一夫多妻制度的闺房生活，给肚皮舞带来了很大发展。在这一时期，许多来自中东不同国家的舞者纷纷来到欧洲展示她们的舞姿，甚至经常在一些公众场合公开竞技，在一些早期的电影中，也有一些关于肚皮舞的记录，例如著名电影《法蒂玛的舞蹈》（Fatima's Dance）曾红极一时，在众多剧场公开上映，但是也有舆论指责肚皮舞不够庄重、低俗下流，最终在公众的压力下，肚皮舞被要求接受全面的审查。
随着肚皮舞的传入，一些西方女舞蹈家也开始模仿学习这种充满异域风情的舞蹈，例如著名的荷兰舞女玛塔·哈里（Mata Hari），尽管她的舞姿更接近于印度尼西亚爪哇的舞蹈风格，但其表现出的神秘性却更接近肚皮舞；法国著名的作家科莱特和许多剧场舞者，经常借鉴肚皮舞的部分艺术形式；美国芭蕾舞舞蹈家露丝·圣·丹尼斯也十分热衷于肚皮舞，经常在芭蕾舞剧的间隙进行表演，并将肚皮舞提升为一种高雅的艺术形式。而在19世纪早期，社会观点还普遍认为跳肚皮舞的女人都是在道德放纵的人。
历史上，传统的肚皮舞多为单一性别的舞蹈，即女士与女士合跳或极少情况下的男士与男士合跳，很少有男女混合的现象。这在伊斯兰文化中主要是为了保证女性的“纯洁”，即她优美的仪态、舞姿仅是被其他女性舞伴、丈夫或亲密的家人见到。但单一性别并不是严格的规定，少数情况下，一些男女之间的亲密朋友也会在聚在一起跳舞。
历史上，与现代社会观念偏爱女性平坦的腹部不同，肚皮舞曾强调女性舞者身体的丰满。肚皮舞中的许多技巧都是身体某一部位循环往复的圆形动作，如臀部或肩部的水平转动，尤其在音符出现紧凑变化时，舞者经常会伴有高频率的晃动或大幅度的摆动，而且舞者经常要使用类似花篮、刀剑、藤条等的各种各样的道具，这些都对舞者的腹肌和身体的灵活性有很高要求。

## 阿拉伯世界肚皮舞
尽管这种舞蹈被称作肚皮舞，但事实上它不只是腹部的运动，而是几乎要用到全身每一块肌肉，它是伴随着旋律使用特有舞蹈风格的一种即兴舞蹈，对音乐的依赖性很强，虽然极少情况下也有没有音乐伴奏的状况，但大多数时候，音乐对肚皮舞有很大的辅助作用，甚至可以算作舞蹈的一部分。舞者往往是依靠音乐来酝酿情感，宣泄情感，即使是仅仅重复几种简单的动作，优秀的舞者却能充分地调动观众的情绪，使观众、气氛和音乐的旋律有机地结合在一起。
许多见过肚皮舞的人，都会感叹于这种舞蹈所展示出的成熟女性的魅力，一些观点认为，年轻的舞者可能会因缺乏必要的生活经验而无法很好地诠释这种舞蹈，而埃及许多著名的舞者如索黑儿·宰肯（Sohair Zaki）、菲菲·阿卜杜（Fifi Abdou）、露西（Lucy）和蒂娜（Dina）等，也全都在40岁以上。
埃及肚皮舞界有许多非常知名的舞蹈家沙米·亚嘉摩（Samia Gamal）、塔西亚·可丽欧克（Tahiya Karioka）、奈玛·雅珂芙（Naima Akef）等，她们主要是在埃及电影蓬勃发展的黄金时代名声渐起，后期的肚皮舞的发展多是在他们风格基础上，不断发展创新，比较知名的有，索黑儿·宰肯、菲菲·阿卜杜和纳吉瓦·福阿德（Nagwa Fouad）等，这些人主要是在20世纪60年代至80年代间成名，许多至今仍兴盛不衰，甚至够得上明星级别对肚皮舞艺术形式的发展有很大的影响。
在埃及，三种古老的传统舞蹈形式Beledi、Sha'abi和Sharqi也都与肚皮舞有较为密切的关系。
埃及肚皮舞是最早传入欧洲的肚皮舞，在拿破仑入侵埃及期间，拿破仑的军队占领格瓦济（Ghawazee）地区后，当地有很多专业的肚皮舞舞者，其间许多妇女也同时从事于卖淫服务，她们经常流落在各个小镇，以类似于游牧民族的生活方式，演绎肚皮舞的风情，出卖自己的身体。在起初，法国人仅仅是疯狂热衷于她们披戴的珠宝和金色的头发，对她们“野蛮粗俗”的舞蹈却不屑一顾，到后来，法国人也逐渐被肚皮舞的魅力所折服，并把它最早引至欧洲。
埃及以外，最重要的肚皮舞形式是叙利亚、黎巴嫩肚皮舞和土耳其肚皮舞。在这些国家肚皮舞多为了妇女健身利于生产之用。

## 美國的肚皮舞
1876年，肚皮舞在美国费城的百年庆典中首次露面，到直到20世纪60年代，肚皮舞才开始融入美国艺术界的主流。随着1960年代，美国对东方的关注，许多人开始对东方文化产生兴趣，一些人到中东旅行，亲身见识了肚皮舞的魅力，许多人自此开始寻求各种途径接受专业的学习，也因此造就了许多美国本土的舞蹈家。肚皮舞兴趣增加使许多姿势有了专门的名称，许多舞蹈教师也期望自己的教学能够与众不同。这在一定程度上对肚皮舞的发展造成了一定的损害，对已建立的成熟的舞蹈形式造成一定的冲击，但也显示出当时美国舞蹈届对肚皮舞并未有公认的理论。

## 男性肚皮舞
关于男性肚皮舞，在舞蹈界一直存有许多争议。很多人认为男性在这种艺术形式上没有任何的发展空间，但是、像摩洛可、塔列克·苏尔坦（Tariq Sultan）和雅斯曼·扎哈尔（Jasmin Jahal）等人的表现却给出了相反的证明，包括在一些中东的野史记载中，苏丹皇宫的男性宦官也经常为宫中的女性表演肚皮舞。
随着男性舞者越来越多，关于男女肚皮舞在一些服饰仪态、舞台动作等方面究竟应不应该有区别也经常成为被争论的焦点。
1970年代美国有很多著名的男性舞者，包括Bert Balladine、约翰·康普顿（John Compton）、亚当·芭萨马（Adam Basma）、易卜拉欣·费拉（Ibrahim Farrah）、犹斯利·沙里夫（Yousry Sharif）、阿齐兹（Aziz）和埃米尔（Amir）等人，他们中有很多是美国本土人，也有一些是来自欧洲和中东的移民。

## 肚皮舞禁令
出演肚皮舞在有些地区是被明确禁止或受限的。在埃及，曾经有一个禁止外国肚皮舞者的禁令，但仅仅持续了一年，到2004年9月便被取消 。
此外，巴勒斯坦权利机构文化部长阿塔拉·阿布·锡巴（Attallah Abu al-Sibbah）也曾明确表示计划采取相应措施禁止肚皮舞。

## 肚皮舞与减肥
除了作为一种舞蹈艺术形式以外，肚皮舞也经常被作为一种健身运动而进行推广。肚皮舞能够增加腹部肌肉的力量与身体的柔韧性，同时也能够燃烧大量多余的脂肪，这使得它在一些减肥人群中渐渐推广开来，一段持续60分钟的肚皮舞，能够燃烧330卡的热量，肚皮舞也被认为是降体重速度最快的方法之一。